# Metaxaslinie

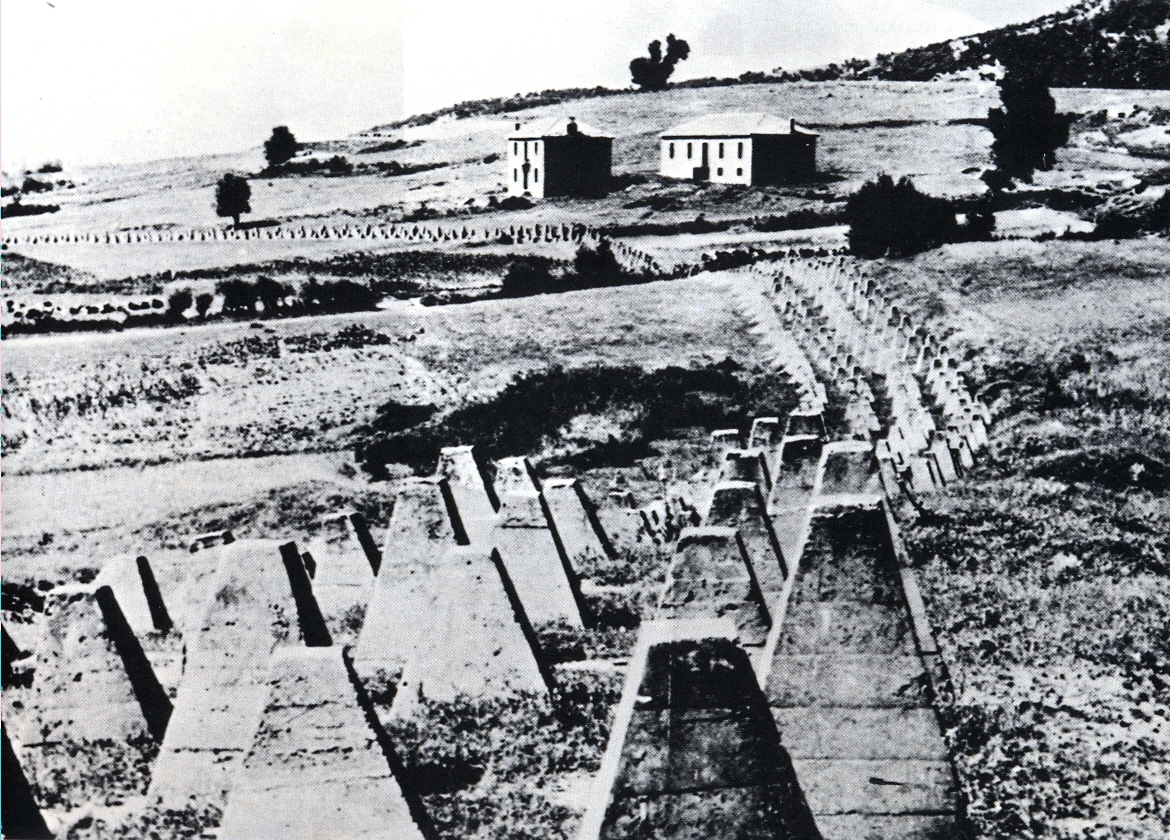
Drakentanden van de Metaxaslinie aan de grens tussen Griekenland en Bulgarije

De Metaxaslinie (Grieks: Γραμμή Μεταξά) was een keten van fortificaties langs de Grieks-Bulgaarse grens. De linie was ontworpen om Griekenland te beschermen tegen een inval van de asmogendheden op een traditioneel Bulgaarse invasieroute.
De linie is genoemd naar Ioannis Metaxas, de toenmalige dictatoriale premier van Griekenland. De linie bestaat hoofdzakelijk uit observatiepunten, tunnels hiernaartoe, machinegeweer posten, bunkers en andere versterkingen. De militaire kracht van de linie steunde niet alleen op de gebouwde versterkingen, maar ook op de ontoegankelijkheid van het berggebied langs de Griekse noordgrens. Bij de Griekse-Bulgaarse grens is dit het Rodopegebergte.
De Metaxaslinie bestond uit fortificaties in 22 onafhankelijke clusters. De grootste hiervan is het Roupel fort dat 9 van de 155 kilometer lange linie dekt. Het ligt op een hoogte van 322 meter. Het Roepel fort dekte de pas van de rivier de Strymon.
De verlichting bestond aanvankelijk vooral uit olielampen, hoewel er generators geïnstalleerd waren. Heden ten dage beschikken de fortificaties over elektriciteit uit het publieke net, hoewel ze ook over eigen generatoren beschikken. Ventilatie was zowel op natuurlijke als kunstmatige wijze geregeld. De bouw vergde 4 jaar en destijds 100.400.000 drachmen.
De versterkingen bestaan voor een groot deel nog steeds en zijn deels opengesteld voor het publiek.

## Geschiedenis
Voor het uitbreken van de Tweede Wereldoorlog werden de fortificaties van het Roepel fort te licht bevonden. Hierop werd tot verdere versterking besloten, niet alleen in dit gebied, maar langs de gehele noordgrens. De plannen werden in 1935 opgesteld en het werk begon bij Kerkini in 1936. De originele bedoeling was dat de volledige lijn van versterkingen langs de grens tot Ormenion zou lopen. De Italiaanse aanval op Griekenland in 1940 verhinderde dat deze linie volledig werd afgebouwd. Bij het uitbreken van de oorlog was de bouw van de linie gevorderd tot Komotini in Thracië, een lengte van 155 km.

## Tweede Wereldoorlog
Tijdens de strijd tegen Italië onttrokken de Grieken troepen aan de Metaxaslinie voor hun strijd in het gebied bij Albanië.
De Duitsers vielen op 6 april 1941 deze linie vanuit Bulgarije aan. De aanval werd uitgevoerd door een infanteriedivisie en twee versterkte bergdivisies van het 18e Bergkorps. De Metaxaslinie werd toen nog bemand door drie infanterie divisies, de 7e en 14e ten oosten van de Strymon, en de 18e ten westen van de rivier. De Grieken boden zeer taai verzet tegen de Duitse aanval.
Andere Duitse eenheden rukten echter tegelijkertijd op door Joegoslavië. De Metaxaslinie werd zo omtrokken.